# Kaytee Boyd
Kaytee Boyd (ur. 8 lutego 1978 w Hamilton) – nowozelandzka kolarka torowa i szosowa, brązowa medalistka mistrzostw świata w kolarstwie torowym.

## Kariera
Kaytee Boyd wywalczyła dwa medale na arenie międzynarodowej. Pierwszy sukces osiągnęła w 2007 roku na igrzyskach Oceanii w Thredbo, gdzie zdobyła brązowy medal w kolarstwie górskim. Cztery lata później, podczas mistrzostw świata w Apeldoorn w 2011 roku zdobyła wspólnie z Jaime Nielsen i Alison Shanks brązowy medal w drużynowym wyścigu na dochodzenie. Boyd jest także mistrzynią Nowej Zelandii w szosowym wyścigu ze startu wspólnego.